# André Lamontagne (homme politique)
Pour les articles homonymes, voir André Lamontagne.
André Lamontagne, né le 2 juin 1960 à Saint-Félicien, est un homme d'affaires et homme politique québécois, élu député à l'Assemblée nationale du Québec lors des élections générales québécoises de 2014. 
Il représente la circonscription électorale de Johnson en tant que membre de la Coalition avenir Québec. Il est, depuis le 18 octobre 2018, ministre de l'Agriculture, des Pêcheries et de l'Alimentation et ministre responsable du Centre-du-Québec.

## Biographie
André Lamontagne détient d’un baccalauréat en administration des affaires de l'Université Laval ainsi qu'une maîtrise en psychologie de l’éducation et relations humaines de l'Université Mount Saint Vincent d'Halifax. Il a été propriétaire, partenaire et administrateur de plusieurs entreprises de commerce au détail, de technologie, d’aviation et de conseil en gestion. Pilote professionnel d'hélicoptère, il est propriétaire d'une entreprise spécialisée dans la location et la remise à neuf d'hélicoptères. Mariée à Kristine Puspurs, ils ont ensemble deux filles, Amélia et Sabrina. Le 18 février 2017, sa conjointe Kristine Puspurs meurt des suites d'une longue maladie.

### Député provincial
Il est élu député à l'Assemblée nationale du Québec lors des élections générales québécoises de 2014. 

### Fonctions parlementaires
Le 25 avril 2014, il est nommé porte-parole du deuxième groupe d'opposition en matière d'économie, d'innovation et d'exportations et responsable des régions du Saguenay–Lac-Saint-Jean, de la Côte-Nord et du Nord-du-Québec pour le cabinet fantôme de la Coalition avenir Québec. À cet égard, le 30 mars 2015, il lance une tournée régionale sur le thème « Cap sur nos régions » qui l'a mené dans le Bas-Saint-Laurent, en Gaspésie et la Côte-Nord. L'objectif visée est de proposer une vision pour les régions, assortie d’un plan de développement économique régional qui s’articulera autour de leurs besoins et de leur potentiel. Par la suite, la tournée se rend en Abitibi, en Outaouais et en Mauricie. Le rapport Cap sur les régions doit être rendu public au printemps 2016. Il doit servir de plate-forme à la CAQ en prévision de la campagne électorale prévue en 2018.
Le 18 octobre 2018, il est nommé ministre de l'Agriculture, des Pêcheries et de l'Alimentation du Québec. En 2020, il présente un plan d'agriculture durable 2020-2030.

## Résultats électoraux
|                                                                                               | Nom                        | Parti              | Nombre de voix | %      | Maj.   |
| --------------------------------------------------------------------------------------------- | -------------------------- | ------------------ | -------------- | ------ | ------ |
|                                                                                               | André Lamontagne (sortant) | Coalition avenir   | 21 944         | 52,5 % | 15 621 |
|                                                                                               | Luce Daneau                | Conservateur       | 6 323          | 15,1 % | -      |
|                                                                                               | Jérémie Poirier            | Parti québécois    | 6 024          | 14,4 % | -      |
|                                                                                               | Nancy Mongeau              | Québec solidaire   | 5 769          | 13,8 % | -      |
|                                                                                               | Mounirou Younoussa         | Libéral            | 1 469          | 3,5 %  | -      |
|                                                                                               | Cindy Courtemanche         | Démocratie directe | 271            | 0,6 %  | -      |
| Total                                                                                         | Total                      | Total              | 41 800         | 100 %  |        |
| Le taux de participation lors de l'élection était de 67,6 % et 763 bulletins ont été rejetés. |                            |                    |                |        |        |

|                                                                                               | Nom                        | Parti               | Nombre de voix | %      | Maj.   |
| --------------------------------------------------------------------------------------------- | -------------------------- | ------------------- | -------------- | ------ | ------ |
|                                                                                               | André Lamontagne (sortant) | Coalition avenir    | 20 902         | 53 %   | 13 851 |
|                                                                                               | Sarah Saint-Cyr Lanoie     | Québec solidaire    | 7 051          | 17,9 % | -      |
|                                                                                               | Jacques Tétreault          | Parti québécois     | 5 194          | 13,2 % | -      |
|                                                                                               | François Vaes              | Libéral             | 4 362          | 11,1 % | -      |
|                                                                                               | Émile Coderre              | Vert                | 745            | 1,9 %  | -      |
|                                                                                               | Jean-François Vignola      | Conservateur        | 630            | 1,6 %  | -      |
|                                                                                               | Andrew Leblanc-Marcil      | NPD Québec          | 302            | 0,8 %  | -      |
|                                                                                               | Yves Audet                 | Citoyens au pouvoir | 280            | 0,7 %  | -      |
| Total                                                                                         | Total                      | Total               | 39 466         | 100 %  |        |
| Le taux de participation lors de l'élection était de 67,5 % et 923 bulletins ont été rejetés. |                            |                     |                |        |        |

|                                                                                               | Nom                              | Parti            | Nombre de voix | %      | Maj.  |
| --------------------------------------------------------------------------------------------- | -------------------------------- | ---------------- | -------------- | ------ | ----- |
|                                                                                               | André Lamontagne                 | Coalition avenir | 13 621         | 36,1 % | 1 853 |
|                                                                                               | Yves-François Blanchet (sortant) | Parti québécois  | 11 768         | 31,2 % | -     |
|                                                                                               | Brigitte Mercier                 | Libéral          | 8 946          | 23,7 % | -     |
|                                                                                               | François Desrochers              | Québec solidaire | 2 365          | 6,3 %  | -     |
|                                                                                               | Sébastien Gauthier               | Parti nul        | 502            | 1,3 %  | -     |
|                                                                                               | Magali Doucet                    | Option nationale | 304            | 0,8 %  | -     |
|                                                                                               | Benoit Lussier                   | Conservateur     | 262            | 0,7 %  | -     |
| Total                                                                                         | Total                            | Total            | 37 768         | 100 %  |       |
| Le taux de participation lors de l'élection était de 67,4 % et 755 bulletins ont été rejetés. |                                  |                  |                |        |       |

## Distinctions
- Commandeur d'office de l'Ordre national du mérite agricole (2018)